# Johan Læstadius (1615–1697)
Johannes (Johan) Nicolai Læstadius, född 1615 i Lästa, död 13 mars 1697 i Arjeplogs församling, var en svensk präst och stamfader till släkterna Læstadius och Læstander.

## Biografi
Læstadius var son till bonden Nils Olofsson och Agata Sjulsdotter. Under studierna antog han namnet Læstadius efter den latinska formen av hembyns namn. Læstadius blev sedermera lärare vid skolan i Piteå, varifrån han befordrades till pastorat. Han var kyrkoherde i Arjeplogs församling från 1662.

### Familj
Læstadius var gift med Anna Brenholm. De fick tillsammans barnen klockaren Anders Læstadius (1699–1743) i Piteå, Nils Læstadius (född 1661), kyrkoherden Johan Læstadius (1664–1730) i Silbojokks församling, Agatha Læstadius (1667–1748) som var gift med kyrkoherden Per Noræus Fjellström i Silbojokks församling, Sara Læstadius, som var gift med klockaren Mårten Noræus i Silbojokks församling, klockaren Olof Læstadius (1672–1765) i Arjeplog och Margareta Læstadius (1673–1753), som var gift med länsmannen Jöns Persson Holm i Piteå.